# Acheilognathus macromandibularis
Acheilognathus macromandibularis is een  straalvinnige vissensoort uit de familie van eigenlijke karpers (Cyprinidae). De wetenschappelijke naam van de soort is voor het eerst geldig gepubliceerd in 1999 door Doi, Arai & Liu.